# Дмитриев, Сергей Васильевич
Серге́й Васи́льевич Дми́триев (род. 10 ноября 1959 в Вильнюсе) — председатель политической организации «Союз русских Литвы», член координационного Совета центра защиты российских соотечественников за рубежом «Москва—Россияне».

## Биография
С 1966 года учился в 8-й Вильнюсской средней школе, которую окончил в 1976 году.
В 1978 году поступил в Смоленский педагогический институт, который окончил в 1983 году и получил специальность учителя истории и английского языка. В 1992—1993 годах учился в Московской высшей школе бизнеса.
В 1976—1978 гг. работал слесарем-сборщиком производственного объединения «Эльфа».
В 1983—1984 гг. проходил срочную службу в Советской армии.
После этого работал заместителем начальника 1-й Вильнюсской военизированной противопожарной части (1984—1989).
В 1990—1995 гг. работал в коммерческих структурах.
С 1995 года —— председатель политической организации «Союз русских Литвы».
В 2000—2004 годах был членом Сейма Литовской Республики.
С 2002 года член координационного Совета центра защиты российских соотечественников за рубежом «Москва—Россияне».
В 2012 году вновь избран в Сейм, по списку Партии труда.
С 2019 года —— депутат совета вильнюсского городского самоуправления.

## Семья
Женат, дочь Екатерина.

## Награды
- Памятный знак за личный вклад в развитие трансатлантических отношений Литвы и по случаю приглашения Литовской Республики в НАТО (12 февраля 2003 года, Литва)[2]
- Победитель номинации за достижение в общественно-политической деятельности на благо соотечественников (2003)[3]